# Алексеевка (Ключевский район)
Алексеевка — исчезнувшее село в Ключевском районе Алтайского края. Входило в состав Новополтавкого сельсовета. Упразднено в 2003 г.

## География
Располагалось в 6 км к северо-западу от села Красный Яр.

## История
Основано в 1909 г. В 1928 году посёлок Алексеевка состоял из 49 хозяйств, основное население — украинцы. В составе Безымянного сельсовета Ключевского района Славгородского округа Сибирского края.

## Население
| 1928 | 1970 | 1989 | 1994 | 2002 |
| ---- | ---- | ---- | ---- | ---- |
| 243  | ↗314 | ↘60  | ↘41  | ↘0   |